# Baldauf Gusztáv
Baldauf Gusztáv (Németújvár, 1878. február 3. – Pécs, 1931. április 21.) magyar evangélikus lelkész.

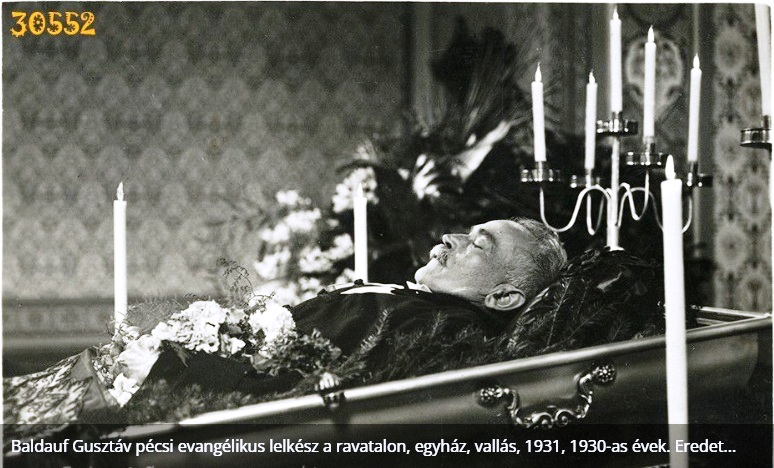
A ravatalon (1931. április 24.)

## Élete
Az apai örökségben megtalált, 1712-ig visszamenő, német nyelvű, szép gótikus betűkkel írt anyakönyvi kivonatok szerint a családban szinte kizárólag evangélikus papok, illetve pékek, falusi ügyvédek voltak a felmenők.
Az elemi iskolát Németújváron, a gimnáziumot 1888 és 1896 között a Pápai Református Teológiai Akadémián és Gimnáziumban végezte.
Sikeres sportoló volt, 1895-ben magasugrásért és rúdugrásért is az országos diákbajnokságon oklevelet nyert. 1896-ban futásban pedig a második helyen végzett. Tanulmányait 1896 és 1900 között Sopronban folytatta és a Soproni Evangélikus Teológiai Főiskolán 1900-ban a lelkész képesítő vizsgálatokat sikeresen teljesítette. Gyurátz Ferenc, a Dunántúli Evangélikus Egyházkerület szuperintendense (azaz püspöke) 1900-ban Sopronban Baldauf Gusztávot pappá szentelte. Az 1899/1900. tanév első felét a greifswaldi, második felét a Rostocki Egyetemen töltötte, mindkét félévben ó- és újszövetségi exegesist hallgatott.
1900 szeptemberében Pakson segédlelkészi kinevezést nyert. 1901-ben kinevezték evangélikus II. osztályú honvéd segédlelkészekké a tartalékban, a nagykanizsai 20. honvéd gyalogezredbeli póttartalékosnak. (1. rangszámmal). Paks után segédlelkész volt Vadosfán, majd titkár Pápán, a Dunántúli Evangélikus Egyházkerület püspöke mellett. 1902. július 20-tól 1905. január 6-ig Magyarbólyban volt lelkész és ezen idő alatt is sok jót és nemeset alkotott. A paplak elé folyosót építtetett, rendezte a levéltárat, megalapította a nőegyletet. A nőegylettel oltár és szószék terítőt vétetett, az oltárra egy aranykapcsos bibliát, továbbá a templomba karácsonyi képet és egy szép csillárt helyeztetett. Összeírta a szórványbelieket és az anyagyülekezethez tartozásuk megerősítése végett egyházi adójukat is rendezte. Felesége Tomka Gizella hűséges támogatója volt férjének a gyülekezeti karitatív munkában. 1905 és 1917 között ismét püspöki titkár volt. 1917. április 22-től 1931. április 21-én bekövetkezett haláláig pécsi lelkész volt.
Pécsett, ebben a nagyrészt katolikus városban csak a 19. század elejétől beszélhetünk evangélikusokról. 1804-ben a városi tanács letelepedési engedélyt adott a Szepességből Pécsre került Nendtvich Tamás evangélikus gyógyszerésznek. Őt kézművesek és iparosok követték. Velük együtt megalakult az evangélikus szórványgyülekezet. Később imaházat vásároltak, majd gyűjtés kezdődött a templom építésére. A gyülekezet 1869-ben önállóvá vált. 1875-ben elkészült a saját temploma. Az első lelkész Jeskó Lajos volt, őt követte Porkoláb Gyula, majd 1917-től Baldauf Gusztáv.
1917-től a Ciszterci Rend Pécsi Római Katolikus Főgimnáziumának evangélikus hitoktatója is volt.
Német nyelvet tanított a Városi kereskedelmi középiskolában, Pécsett, 1917-től, mert a német nyelvtanárokat katonai szolgálatra hívták be. 1917 és 1931 között az evangélikus lelkésznek 400 korona pécsi községi polgári leányiskolái hitoktatói díjat határozott meg a városi tanács. Ebből a növendékek adtak 130 korona hittandíjat, a hiányzó 270 koronát pedig a város fedezte.
Pécsi működése alatt újjászervezte az evangélikus társadalom egyházi életét, megalakította az Evangélikus Diakóniát, az evangélikus cserkész-, csapatot, a Nőegyletet, az Egyetemi Hallgatók Luther szövetségét és az egyetemi ifjúság vallási nevelésén fáradozott határtalan lelkesedéssel. Élete szakadatlan munka volt; hivatásának 30 éves jubileumán hívei szeretettel ünnepelték, de az ünneplők sorában részt vett Pécs társadalma is, amelynek közkedvelt polgára volt. A törvényhatósági választásokon bizottsági tag lett és mint ilyen szívén viselte városa érdekeit. Gyülekezeti lapot szerkesztett Értesítések címen.
A Christlicher Hausfreund (Christlicher Hausfreund. Ein evangelisches Sonntagsblatt für Haus und Familie: Evangélikus vasárnapi újság az otthon és család számára) című evangélikus hetilap 1924. november 30. és 1931. december 25. között jelent meg a Tolna-Baranya-Somogyi Evangélikus Egyházmegye német nyelvű hetilapjaként. Főszerkesztője Stráner Vilmos kaposszekcsői lelkész volt. A szerkesztők között volt Baldauf Gusztáv pécsi lelkész is.
1931. április 31-én temették el a Pécsi köztemetőben (IV. parcella, 4. sor, 1/b sírhely).

### Családja
1903. november 11-én kötött házasságot Tomka Gizellával, aki Györkönyben született és édesapja Tomka Gusztáv (1854–1915) györkönyi lelkész-alesperes volt. Felesége 1966. szeptember 3-án 81 éves korában hunyt el. Sírja a Pécsi köztemetőben található.
Gyermekük dr. Bejte Tibor (1904–1966) pécsi főszolgabíró volt, a pécsi városi elöljáróságon vezetett egy osztályt. Ebbéli beosztásában jó példát kellett mutatnia a németes családnév magyarosítását illetően, innen a Bejte név. Mint kiderült, ez a név szintén Németújvárról származik.
Unokája Bejte (Baldauf) András, dédunokája Bejte Dóra (1986–).

## Fontosabb munkái
- A Pécsi Ágostai Hitvallású Evangélikus Egyházközség története keletkezésétől 1917-ig. Pécs. Taizs. 1926.[29]
- Értesítések a Pécsi Evangélikus Egyház köréből. (Felelős szerkesztő: Baldauf Gusztáv) 1929-1931

## Emlékezete
Sok terve volt még, melyek megvalósítása elé gátat vetett a halál. Ezek közé tartozott a szeretetotthon létrehozása is. Ennek tudatában Nendtvich Andor, Pécs polgármestere és egyben a gyülekezet felügyelője javaslatot tett: „Baldauf emlékének akkor adózunk a legméltóbban, ha életének legkedvesebb gondolatát és tervét megvalósítjuk”. A temetést intéző presbitérium azt javasolta, hogy koszorúmegváltás címén adakozzanak a hívek és az így befolyt összeget csatolják a Baldauf Alap-hoz. Az összejött 1100 pengőből létesítette a gyülekezet a szeretetotthon alapját. Először az Eötvös utcában béreltek két szobát, de ahogy az igények növekedtek úgy kellett mindig újabb és újabb bérlemények után nézni. Végül 1940. június 27-én tartott rendkívüli közgyűlésen elhangzott egy bejelentés, amely szerint özv. Halász Jánosné felajánlotta a tulajdonát képező Szabadság u. 18. szám alatti „Excelsior” szállodát 70000 pengő vételárért, melyet a gyülekezet megvásárolt. Ebben az épületben működött Tolna-Baranya Egyházmegye – akkor még – egyetlen evangélikus szeretetotthona 2009 áprilisáig. A Baldauf Gusztáv Evangélikus Szeretetotthon 2009. április óta Pogány község területén működik.